# Gulhuvad honungsfågel
Gulhuvad honungsfågel (Ptilotula flavescens) är en fågel i familjen honungsfåglar inom ordningen tättingar.

## Utseende
Gulhuvad honungsfågel är en liten medlem av familjen med ljusgult på strupe och ansikte samt en tydlig svart fläck på halssidan. Fjäderdräkten i övrigt är mestadels olivgrå, med gula inslag i vingar och stjärt. Adult fågel har helsvart näbb, medan ungfågelns näbb är mestadels gul. 

## Utbredning och systematik
Gulhuvad honungsfågel delas in i två underarter:
- Ptilotula flavescens flavescens – förekommer i norra Australien (Broome, Western Australia till västra Cape York-halvön)
- Ptilotula flavescens melvillensis – förekommer på Melville och Bathurstöarna (Northern Territory), i kustvattnen i norra Australien och savannen i sydöstra Nya Guinea

## Levnadssätt
Gulhuvad honungsfågel hittas i tropiska skogar. Födan består av nektar och insekter. Den tenderar att vara aggressiv mot andra fågelarter.

## Status
Arten har ett stort utbredningsområde och beståndet anses vara stabilt. Internationella naturvårdsunionen IUCN listar den därför som livskraftig (LC).